# Sötvedelspetsvivel
Sötvedelspetsvivel (Apion astragali) är en skalbaggsart som först beskrevs av Gustaf von Paykull 1800.  Sötvedelspetsvivel ingår i släktet Apion, och familjen spetsvivlar. Arten är reproducerande i Sverige.